# 国民参政会
国民参政会是中华民国國民政府的政治組織，包括了中國國民黨、中國共產黨及其他抗日黨派和無黨派人士代表參加之全國最高民意咨询议政机关。自1938年7月起成立，至1948年3月结束。:300内设宪政期成会。

## 历史

### 前身：国防最高会议国防参议会
依照1937年8月12日中国国民党中央执行委员会常务委员会通过的《国防最高会议組織條例》第九条“国防最高会议设国防参议会，由国防最高会议主席指定或聘任若干人充任之”。国防参议会是国防最高会议的咨询机关。汪精卫回答胡适的提问时，说设立国防参议会的目的：“使大家得以了解而支持政府”。
1937年8月13日，国防最高会议主席蒋介石、副主席汪精卫聘请首批16位国防最高会议参议会参议员到南京与会。这些参议员包括中国共产党、中国青年党、国社党、第三党、救国会派、中华职教社及国民党内素不当政的老辈人物：陶希圣、傅斯年、张伯苓、蒋梦麟、李璜、沈钧儒、黄炎培、马君武、毛泽东、晏阳初、张耀曾、张君劢、梁漱溟、曾琦、胡适、蒋百里。1937年8月17日，在南京中山陵园内一座木结构的临时建筑物中召開“国防最高会议参议会”第一次会议。
1937年9月9日，蔣介石以国防最高会议主席名義，又增补了参议员9人。包括施肇基、徐谦、邹韬奋、左舜生、张东荪、李璜、杨庚陶等。根据《国防最高会议国防参议会组织要纲》，设立秘书处，秘书长为彭学沛、继任甘乃光。
国防参议会的历次会议与会人数最多不到20人，开会不拘形式十分灵活，最多一周召开4次会议。参议会主席蒋介石从未与会，一直由参议会副主席汪精卫主持。毛泽东、张耀曾、颜惠庆一直未与会。周恩来多次代表毛泽东参加会议。
国防最高会议参议会于1938年6月17日举行最后一次会议，总共开会64次。

### 国民参政会
1938年3月1日，中国共产党在《中共中央在国民党临时全国代表大会的提议》中提出“健全民意机关”之主张，中国国民党决定接受。1938年3月29日至4月1日，中国国民党在武汉举行临时全国代表大会，通过《抗战建国纲领》，其中第四条规定“组织国民参政机关，团结全国力量，集中全国思虑与识见，以利国策的决定与推行，加速完成地方自治条件，改善政治机构。”4月12日，中國國民黨五屆四中全會通過《国民参政会组织条例》及「改進黨務案」:37，规定国民参政会为咨询机关，有听取国民政府施政报告、询问、建议、调查之权，但对国民政府并无强制执行其所通过决议案的权力。
1938年6月，国民政府任命汪兆铭为国民参政会议长，张伯苓为代理副议长；同时公布200名参政员名单。大多数是中国国民党员，另有其他党派和独立人士。中国共产黨参政员有毛泽东、陈绍禹、秦邦宪、林伯渠、吴玉章、董必武、邓颖超七人。同时结束国防参议会。:301
首届国民参政会于1938年7月6日在汉口两仪街上海大戏院（今汉口洞庭街中原电影院）召开，共有156名参政员出席。毛泽东缺席，但发来电文，提出3点意见：“一曰，坚持抗战；二曰，坚持统一抗战；三曰，坚持持久战。”大会发表《国民参政会首次大会宣言》，并选举张君劢、左舜生、曾琦、董必武、秦邦宪、陈绍禹等25人为首届驻会委员。武汉沦陷后，国民参政会移往重庆召开。
国民参政会共历四届，举行大会十三次。1941年皖南事变后，中国共产党参政员董必武等为抗议中国国民党的反共政策，曾有几次拒绝出席参政会会议。1945年5月，中国共产党召开七大，并声明不参加第四届国民参政会，理由是抗议中国国民党一党专制，一手包办国民大会。
1947年1月7日，國民政府修正公布《國民參政會組織條例》及《國民參政會參政員名額表》。:82604月21日，國民政府定於5月20日在南京召集國民參政會第四屆第三次大會:8338。
国民大会召开后，1948年3月，国民参政会正式结束，蔣出席茶會致詞。:54

## 历次会议

### 第一届

#### 第一届第四次大会
大会召开于1939年9月。据《国民参政会第四次大会议事纪录》，此次参政会第一次会议出席者，包括议长、副议长，为128人。
会议通过了《请政府定期召集国民大会实行宪政决议案》，从而揭开了抗日战争时期“晴天霹雳的宪政运动”（邹韬奋语）的帷幕。该决议案是在如下七个提案的基础上提出的：
1. 国民党参政员孔庚领衔的《请政府遵照中国国民党第五次全国代表大会决议案定期召集国民大会制定宪法开始宪政案》；
2. 中共参政员陈绍禹领衔的《请政府明令保障各抗日党派合法地位案》；
3. 中国青年党参政员左舜生、国家社会党参政员张君劢、第三党参政员章伯钧共同领衔的《请结束党治立施宪政以安定人心发扬民力而利抗战案》；
4. 中华职业教育社参政员江恒源领衔的《为决定立国大计解除根本纠纷谨提具五项意见建议政府请求采纳施行案》；
5. 救国会参政员张申府领衔的《建议集中人才办法案》；
6. 救国会参政员王造时领衔的《为加紧精诚团结以增强抗战力量而保证最后胜利案》；
7. 国家社会党参政员张君劢领衔的《改革政治以应付非常局面案》。

会议闭幕后，宪政宣传与宪法讨论，便迅速在各地轰轰烈烈地展开。重庆、成都、桂林、云南、贵州、安徽、浙江、广东等地，相继成立了各种形式的宪政研究团体，就连孤岛时期中的上海，民众对于宪政的要求也出现白热化，大家深信只有彻底实施宪政，抗战才会胜利。在陕甘宁边区，自1940年1月起陆续成立了新闻界、妇女界、青年界宪政促进会，在此基础上，2月20日又成立了延安各界宪政促进会。毛泽东在这次成立大会上做《新民主主义的宪政》的讲演。
宪政期成会通过的宪草称为期成宪草。

### 第四届

#### 第四届第三次大会
1947年4月21日，國民政府定於5月20日在南京召集國民參政會第四屆第三次大會。:83384月26日，國民參政會駐會委員會舉行會議，邀行政院善後救濟總署署長霍寶樹報告一年來善後救濟概況。:83425月20日，國民參政會第四屆第三次大會開幕，主席張伯苓致詞，希望和平早日實現；蔣到會致詞，稱和平統一能否實現，完全繫於中共是否停止軍事行動，恢復全國交通。:83575月21日，行政院院長張群向國民參政會報告政府工作；各參政員就國內和平問題及人民生等問題提出口頭及書面質詢共百餘件。:8358
5月23日，財政部長俞鴻鈞向國民參政會報告財政，謂去年預算赤字2.7億元，原因與軍費及復員救濟支出過分龐大；在答覆參政員質詢時，稱中孚、揚子公司調查報告不能公布，黃金潮案尚在審理中。:8360糧食部長谷正倫報告，謂管理糧食辦法，為拋售糧食，抑平漲風，平價配售等。:83605月24日，國民參政會繼續舉行會議，農林部長左舜生、國防部長白崇禧、交通部長俞大維分別報告農林、國防、交通情況，對軍事報告質詢，和戰主張不一。:83615月28日，國民參政會舉行審查會，討論和平問題：中國國民黨方面參政員紛紛主張「政府戡亂」，「明令討伐」；其他方面參政員許德珩、黃炎培、程希孟、王造時等10餘人則請大會以人民為重，擬出和平方案，向政府及中共雙方呼籲和平。:8362參政員發言完畢後，主席團宣佈有關和平提案，交特種審查委員會審查。:8362
5月25日，教育部長朱家驊在國民參政會報告教育工作，參政員嚴厲質詢學潮；朱家驊謂學潮係因共黨分子在學校活動所致。:83615月26日，水利部長薛篤弼、內政部長張厲生向國民參政會報告水利及內政。:83615月27日，國民參政會繼續舉行會議，經濟部、資源委員會、善後救濟總署分別報告工作，至此行政院所屬各單位報告工作結束；晚，蔣宴請參政員，謂和平能否實現完全係於共產黨之態度。:83625月28日，蔣對參政員發表談話，謂政府之和平初衷絕未變更，並謂此次學生行動完全為共產黨預定計劃，政府不得已方有《維持社會秩序臨時辦法》之頒布。:83625月31日，參政會決議請政府商洽美國借款，盡力收回旅順、大連，預防日本重建軍備。:8364
5月26日，國民參政會通過臨時動議，要求大會討論和平方案，並電邀中共參政員來南京出席會議。:83615月27日，上海市參政會致電政府請與中共恢復和談，致電毛澤東促蒞臨南京會商，並致電各法團呼籲和平。:83625月30日，國民參政會分組審查工作報告及有關提案。:8364
6月2日，國民參政會討論、審查並通過480件提案後，宣布閉幕；會議選出本屆駐會委員31人。:83666月6日，蔣主持國務會議討論參政會之和平方案，並謂：能否實現和平，全繫中共態度:8368。
7月31日，《國民政府公報》第2829號：將中共毛澤東、林祖涵、陳紹禹、鄧穎超、董必武、周恩來、吳玉章七人現任參政員除名:8391。

## 国民参政会驻会委员
- 第一届：张君劢、左舜生、曾琦、董必武、秦邦宪、陈绍禹、褚辅成、杭立武、王隽英（女）、陈希豪、罗隆基、张澜
- 第二届：张君劢、左舜生、董必武、黄炎培、吴贻芳（女）、江一平、陈希豪
- 第三届：张君劢、左舜生、董必武、郭金南、刘民生、刘幼亭、黄炎培、陈希豪
- 第四届：张君劢、左舜生、董必武、黄炎培、陈希豪、江庸、褚辅成、王雲五、范予遂、任純武、薛明、雷震、傅斯年

## 六参政员访问延安
1945年5月中共七大召开，并声明不参加第四届国民参政会，理由是抗议国民党一党专制，一手包办国民大会。国共之间出现紧张局面。6月2日，中间派国民参政员褚辅成、黄炎培、冷遹、王云五、左舜生、傅斯年、章伯钧从重庆致电毛泽东和周恩来，希望中共团结为上，希望继续商谈。6月18日，毛泽东、周恩来复电褚辅成等，表示愿意商谈，并欢迎他们来延安访问。7月1日褚辅成、左舜生、傅斯年、黄炎培、冷遹、章伯钧六参政员在王若飞陪同下从重庆飞往延安，毛泽东、周恩来、刘少奇、朱德、林伯渠、贺龙、彭德怀、聂荣臻、林彪、刘伯承等到机场迎接。毛泽东与六位参政员进行了三次会谈超过十个小时。中共要求取消十一月召集国民大会之议，先行召集政治协商会议。7月4日毛泽东将中共方面整理的《中共代表与褚辅成、黄炎培等六参政员延安会谈记录》交褚辅成等人。
7月4日，毛泽东在杨家岭的窑洞里会见黄炎培。黄炎培说：“我生六十余年，耳闻的不说，所亲眼见到的，真所谓‘其兴也勃焉，其亡也忽焉’，一人，一家，一团体，一地方，乃至一国，不少单位都没有能跳出这周期率的支配力。大凡初时聚精会神，没有一事不用心，没有一人不卖力，也许那时艰难困苦，只有从万死中觅取一生。既而环境渐渐好转了，精神也就渐渐放下了。有的因为历时长久，自然地惰性发作，由少数演为多数，到风气养成，虽有大力，无法扭转，并且无法补救。一部历史，‘政怠宦成’的也有，‘人亡政息’的也有，‘求荣取辱’的也有。总之没有能跳出这周期率。中共诸君从过去到现在，我略略了解了的，就是希望找出一条新路，来跳出这个周期率的支配。”毛泽东回答：“我们已经找到新路，我们能跳出这周期率。这条新路，就是民主。只有让人民来监督政府，政府才不敢松懈。只有人人起来负责，才不会人亡政息。”:43
7月5日，毛泽东等到延安机场欢送六参政员飞返重庆。
黄炎培返渝后出版的《延安归来》一书，专门记述了这次延安之行。

## 外部連結
- 延安《解放日报》社论：评此次国民参政会（页面存档备份，存于）
- 毛泽东：评国民参政会关于国民大会的决议
- 毛泽东：新民主主义的宪政（页面存档备份，存于）